# Programme for Endorsement of Forest Certification Schemes
Het Programme for Endorsement of Forest Certification Schemes, doorgaans afgekort als PEFC (soms ook PEFC International genoemd), is een niet-gouvernementele organisatie zonder winstoogmerk. Doelstelling is het promoten van duurzaam beheer van bossen, middels onafhankelijke certificering. PEFC is in 1999 opgericht uit onvrede met de eisen voor en de kosten van het FSC-keurmerk, in het bijzonder voor kleine boseigenaren. 
PEFC is gevestigd in Genève, Zwitserland. De gezamenlijke nationale PEFC-certificeringssystemen vertegenwoordigen ongeveer twee derde van het wereldwijde gecertificeerde bos. 

## Historie
De organisatie is in 1999 opgericht in Parijs. Oprichting gebeurde door kantoren uit 11 verschillende Europese landen met steun van organisaties van Europese particuliere boseigenaren (die samen meer dan 15 miljoen boseigenaren vertegenwoordigen) en van internationale brancheverenigingen van houtverwerkende industrie en houthandel. 

## Criteria duurzaam bosbeheer
PEFC Internationaal baseert haar criteria op intergouvernementele verdragen en richtlijnen. Deze omvatten:
- Pan-Europese criteria, indicatoren en operationele richtsnoeren voor duurzaam bosbeheer (ministeriële conferentie voor de bescherming van de bossen in Europa)
- ATO/ITTO-beginselen, -criteria en -indicatoren voor duurzaam bosbeheer van Afrikaanse natuurlijke tropische bossen (ATO/ITTO)
- ITTO-richtsnoeren voor duurzaam bosbeheer (ITTO)

PEFC vereist naleving van alle acht centrale ILO-conventies, zelfs in landen die ze niet hebben geratificeerd. Deze verdragen zijn:
- Nr. 29: gedwongen arbeid (1930)
- Nr. 87: Vrijheid van verenigingen en bescherming van het recht zich te organiseren (1948)
- Nr. 98: recht zich te organiseren en collectief te onderhandelen (1949)
- Nr. 100: gelijke beloning (1951)
- Nr. 105: afschaffing van gedwongen arbeid (1957)
- Nr. 111: discriminatie (arbeid en beroep) (1958)
- Nr. 138: de minimumleeftijd voor toelating tot het arbeidsproces (1973)
- Nr. 182: de ergste vormen van kinderarbeid (1999)

Bovendien worden andere voor bosbeheer relevante internationale verdragen (mits door het land zelf geratificeerd) gerespecteerd in dit kader. Dergelijke overeenkomsten omvatten onder andere:
- Verdrag inzake biologische diversiteit
- Kyoto-protocol
- CITES
- Protocol van Cartagena inzake bioveiligheid

## Nationale certificatiesystemen
PEFC Internationaal wordt op nationaal niveau vertegenwoordigd door leden. Sommige PEFC-leden hebben hun eigen naam gehouden, waaronder het Sustainable Forestry Initiative (SFI), het American Tree Farm System (ATFS), de Canadian Standards Association (CSA), de Australian Forestry Standard (AFS), en de Malaysian Timber Certification Council (MTCC).
Nationale organisaties die wel de naam van PEFC dragen zijn onder andere PEFC Oostenrijk, PEFC Canada, PEFC Finland, PEFC Frankrijk, PEFC Duitsland, PEFC Zweden, PEFC Verenigd Koninkrijk en PEFC Nederland. 

### PEFC Nederland
PEFC Nederland werd in mei 2008 opgericht op initiatief van vier organisaties: Federatie Particulier Grondbezit (vereniging van particuliere eigenaren van landbouwgronden, landgoederen, bossen en natuurterreinen), Stichting De Marke (te Venray), Algemene Vereniging Inlands Hout (AVIH, vereniging voor ondernemers in de bos- en houtsector) en Biomassa Stroomlijn (dochter van Gansewinkel Groep). De oprichting werd ondersteund door de Federatie Particulier Grondbezit en de Koninklijke Vereniging van Nederlandse Papier- en Kartonfabrieken (VNP). 
PEFC Nederland beheert de PEFC-standaard voor duurzaam bosbeheer in Nederland. Tevens dient zij als landelijk contact- en informatiepunt voor boseigenaren en bedrijven in de houtverwerkende industrie en tracht zij de bekendheid van het PEFC-keurmerk te vergroten.
PEFC Nederland heeft zich (succesvol) ingespannen voor erkenning van het PEFC-keurmerk door de Nederlandse overheid op gelijke voet met het FSC-keurmerk. Natuur- en milieu-organisaties gaan hier veelal niet in mee. Voor zover bos in Nederland gecertificeerd is, heeft dit een FSC-keurmerk, geen PEFC-keurmerk.

## FSC
De Forest Stewardship Council (FSC) is het belangrijkste andere certificeringssysteem. Een belangrijk verschil is dat FSC voortkomt uit de natuur- en milieu-beweging, terwijl PEFC uitgaat van het bedrijfsleven: boseigenaren en houtverwerkende industrie. Er wordt door beide organisaties niet noodzakelijkerwijs hetzelfde bedoeld met "duurzaam".
PEFC streeft naar wederzijdse erkenning van FSC- en PEFC-gecertificeerd materiaal. In landen zoals het Verenigd Koninkrijk, Zwitserland en Noorwegen gebruiken FSC en PEFC dezelfde standaard voor bosbeheer; Maleisië heeft zijn certificering van hout, dat grotendeels gebaseerd is op FSC-principes en criteria, voorgelegd aan het PEFC.